# Südviertel (Essen)
Der Stadtteil Südviertel der Stadt Essen bildet zusammen mit dem Westviertel, dem Nordviertel, dem Ostviertel, dem Südostviertel und dem Stadtkern die Stadtmitte.

## Charakter
Stärker als jedes andere Stadtviertel prägt das Südviertel mit seinen Bürohochhäusern die Skyline der Stadt Essen. Hier haben unter anderem die Evonik Industries AG (frühere RAG bzw. Ruhrkohle AG), die RWE AG, die Evonik Steag GmbH, die Hochtief AG, die MAN Ferrostaal AG und bis 2014 die Technologie-Sparte der ThyssenKrupp AG ihre Hauptverwaltungen.
Evonik hat seinen Hauptsitz im 1999 errichteten RellingHaus II. An dessen Stelle wurde 1997 der markante Backstein-Gebäudekomplex der Ruhrkohle AG aus dem Jahre 1949 abgerissen. An dessen alter Fassade war die Heilige Barbara als Schutzpatronin des Bergbaus in Form einer Natursteinplastik angebracht. Diese Plastik wurde erhalten und ist heute im Innenhof an der neuen Evonik-Konzernzentrale angebracht. Westlich steht am Platz Freiheit das Nordsternhaus der einst gleichnamigen Versicherung. Nach beendeter Sanierung 2016 dient es weiterhin als zentral gelegenes Bürohaus.
Des Weiteren haben, mit dem Regionalverband Ruhr, dem Ruhrverband, dem Lippeverband und der Emschergenossenschaft, wichtige, für das gesamte Ruhrgebiet zuständige Organisationen im Essener Südviertel ihren Sitz. Das von Wilhelm Kreis entworfene und 1910 fertiggestellte Gebäude der Emschergenossenschaft wurde im Zweiten Weltkrieg schwer beschädigt und dann wiederaufgebaut. Der historische Sitzungssaal und der 37 Meter hohe Turm blieben jedoch nahezu verschont.
Außerdem sind am Essener Stadtgarten das Aalto-Theater und der Saalbau bzw. die Essener Philharmonie zu finden. Südöstlich befindet sich der Isenbergplatz, der als Zentrum der Künstlerszene gilt. Davon westlich verläuft die Huyssenallee, die als großzügig angelegter Boulevard den Stadtkern mit Rüttenscheid verbindet. Den Bereich der Huyssenallee, der bis zum Zweiten Weltkrieg mit dem Umkreis des Stadtgartens Essens gehobenes Wohngebiet war, schenkte Heinrich Arnold Huyssen, Industrieller und ehemaliger Bürgermeister, der Stadt. Durch einen Bombenangriff im März 1945 wurde auch dieser Bereich der Stadt nahezu völlig zerstört. Der Wiederaufbau nach anderen Gesichtspunkten ließ in den 1950er Jahren in dem ehemaligen Wohngebiet meist Bürogebäude entstehen.
Des Weiteren ist im Südviertel das Folkwang-Museum beheimatet sowie angrenzend das neu aufgebaute Glückaufhaus, dessen Fassade denkmalgeschützt ist. Darin wurde 2009 das Filmstudio Glückauf aus den 1920er Jahren wiedereröffnet. Am Bismarckplatz befindet sich hinter dem Bismarck-Denkmal die ehemalige zentrale Eisenbahnverwaltung des Ruhrgebietes, die seit 1898 im Eisenbahn-Direktionsgebäude Essen untergebracht war. Nachdem es nach der Bahnreform 1994 leer stand, wird es seit Oktober 2010 von der Deutschen Bank genutzt, die dazu den Bürokomplex sanierte. 
Im Herbst 2024 ist Siemens von der Kruppstraße in das Thyssenkrupp-Hauptquartier im Westviertel gezogen. Siemens hat damit den alten Standort an der Kruppstraße nach 94 Jahren aufgegeben. Ebenfalls an der Kruppstraße steht das unter Denkmalschutz befindliche Osram-Haus, das seit 2020 ein Hotel ist. Dahinter befand sich das so genannte Zeitungsviertel, in dem die Westdeutsche Allgemeine Zeitung 1953 ihr erstes eigenes Verlagshaus bezog. Zu dem Viertel gehören die weiterführenden Schulen: das 1956 gegründete Robert-Schuman-Berufskolleg für Wirtschaft und Verwaltung an der Kruppstraße sowie das Hugo-Kükelhaus-Berufskolleg an der Gärtnerstraße. Das Zeitungsviertel wurde Anfang 2019 von der Funke Mediengruppe leergezogen, die ins neue Medienhaus der Funke Mediengruppe ins Essener Westviertel gezogen ist. Ab April 2019 wurde das alte Zeitungsviertel abgerissen. Es soll bis 2024 das neue Literatur Quartier mit Hotels, Büros und Wohnungen entstehen.
Südlich der ehemaligen Luisenschule am Bismarckplatz, die zum Haus der Essener Geschichte umgebaut wurde, wurde im Oktober 2009 das Essener Stadtarchiv bezogen. Der Essener Architekt Frank Ahlbrecht entwarf das neue Magazin und verkleidete die gesamte Fassade mit COR-TEN-Stahl. Das bisher über das gesamte Stadtgebiet verteilte Archivgut der Stadt Essen wird nun hier zentral in insgesamt 17 Regalkilometern untergebracht.
Der Verein für bergbauliche Interessen bezog im Januar 1902 an der östlichen Ecke der Kreuzung Friedrichstraße/Bismarckstraße sein repräsentatives Dienstgebäude. Es wurde im Zweiten Weltkrieg zerstört und die Reste später abgebrochen.

### Bevölkerung
Am 31. März 2025 lebten 12.426 Einwohner im Südviertel.
Strukturdaten der Bevölkerung im Südviertel (Stand: 31. März 2025):
- Bevölkerungsanteil der unter 18-Jährigen: 13,1 % (Essener Durchschnitt: 16,9 %)[8]
- Bevölkerungsanteil der mindestens 65-Jährigen: 15,3 % (Essener Durchschnitt: 21,7 %)[9]
- Ausländeranteil: 28,8 % (Essener Durchschnitt: 20,6 %)[10]

### Bilder

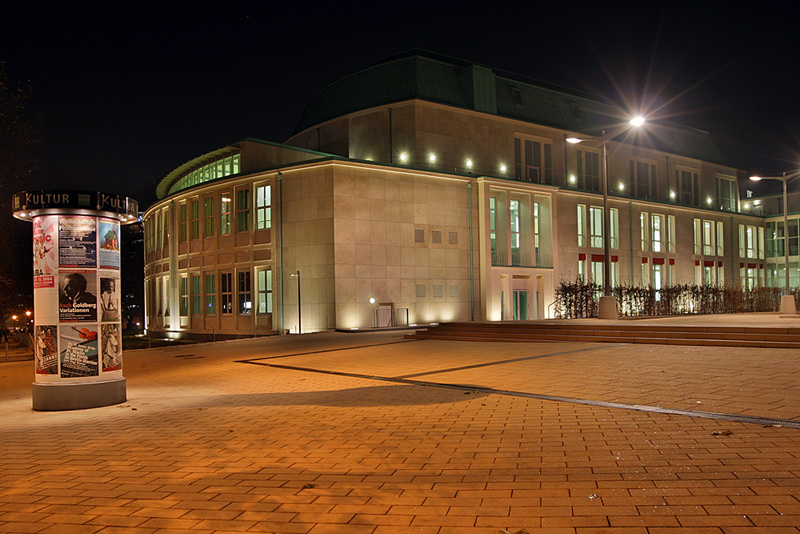
Saalbau: Sitz der Philharmonie
Westenergie-Turm und Aalto-Theater
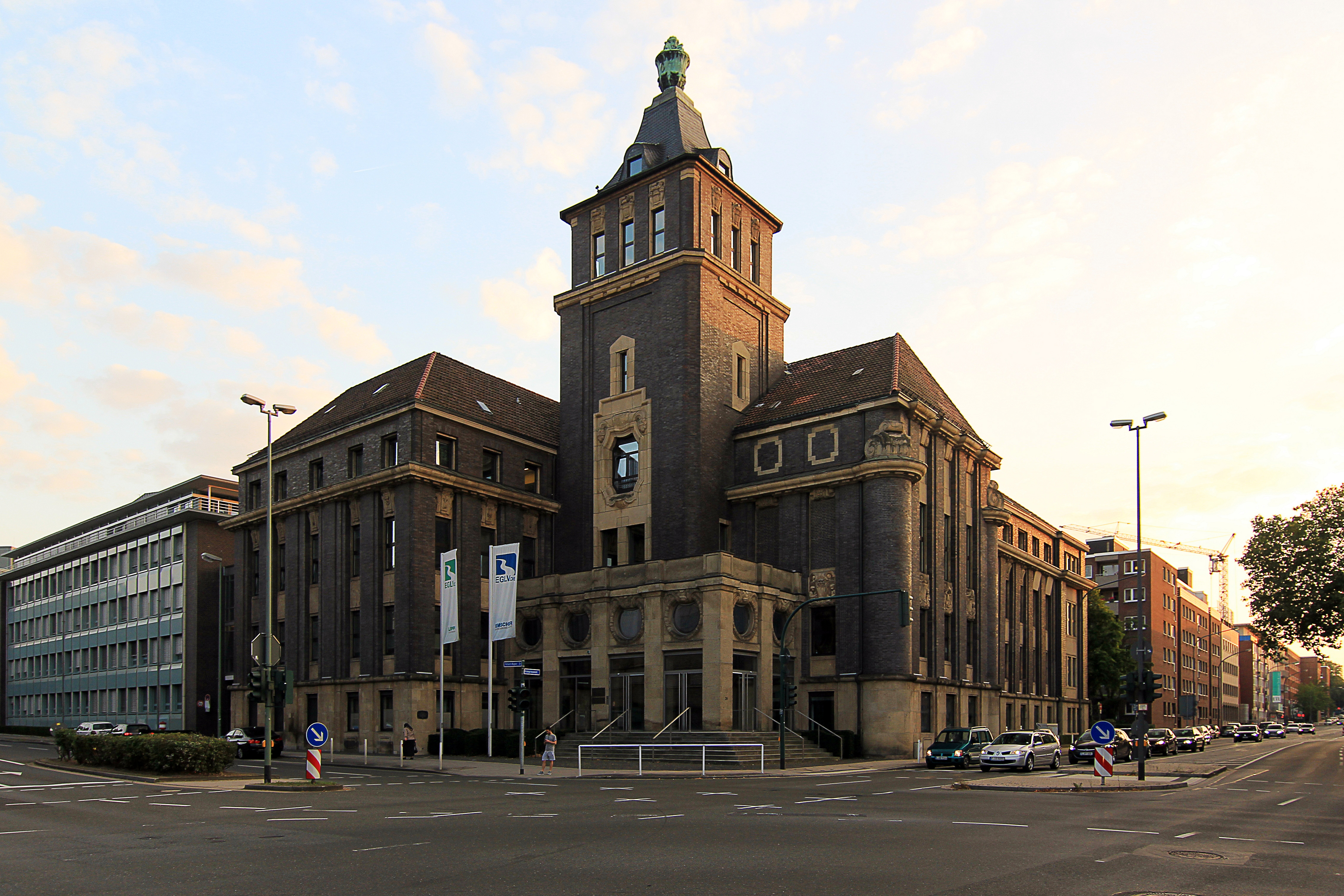
Sitz der Emschergenossenschaft
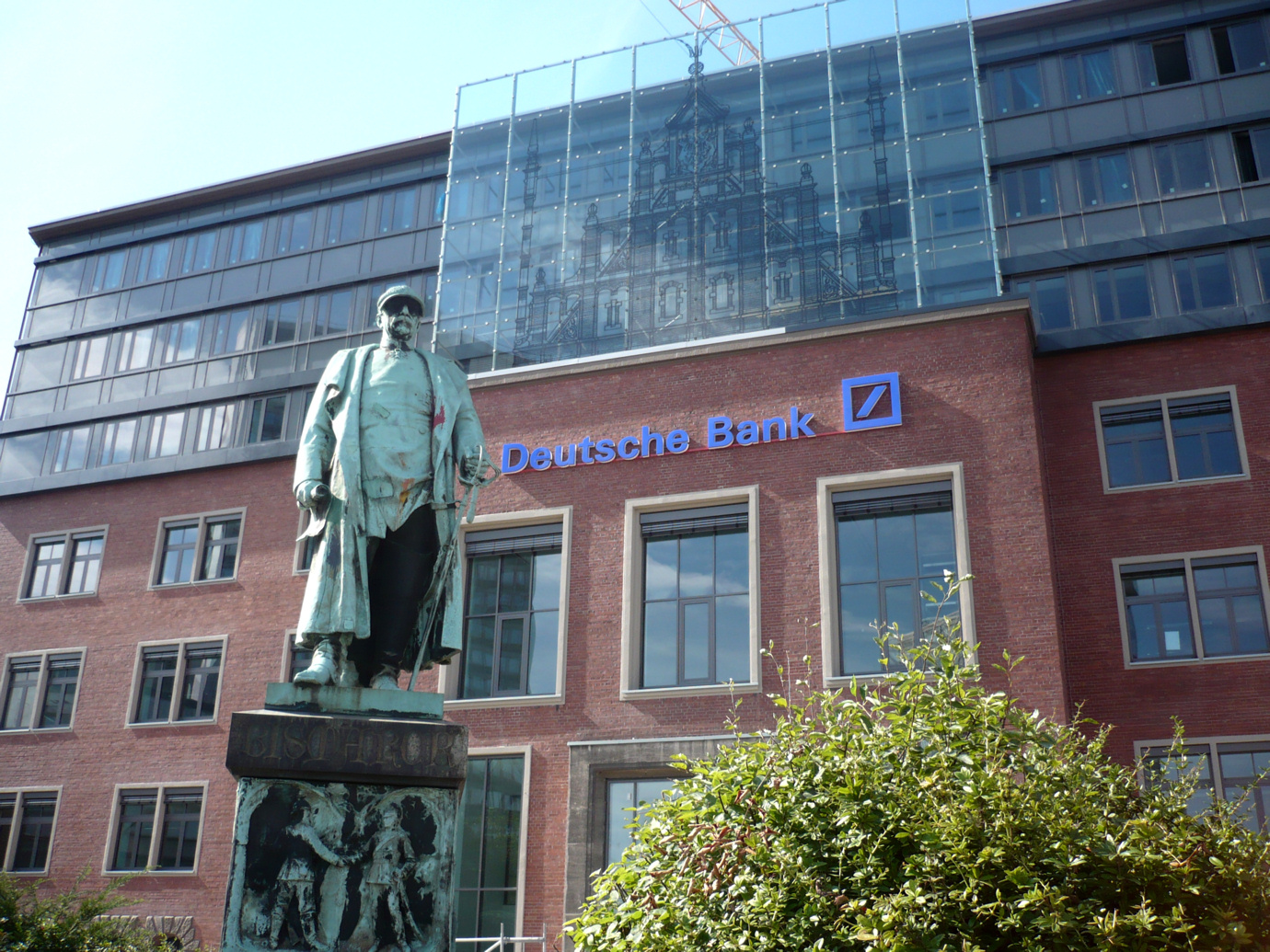
Bismarck-Denkmal und Sitz der ehemaligen Bundesbahndirektion, heute Deutsche Bank
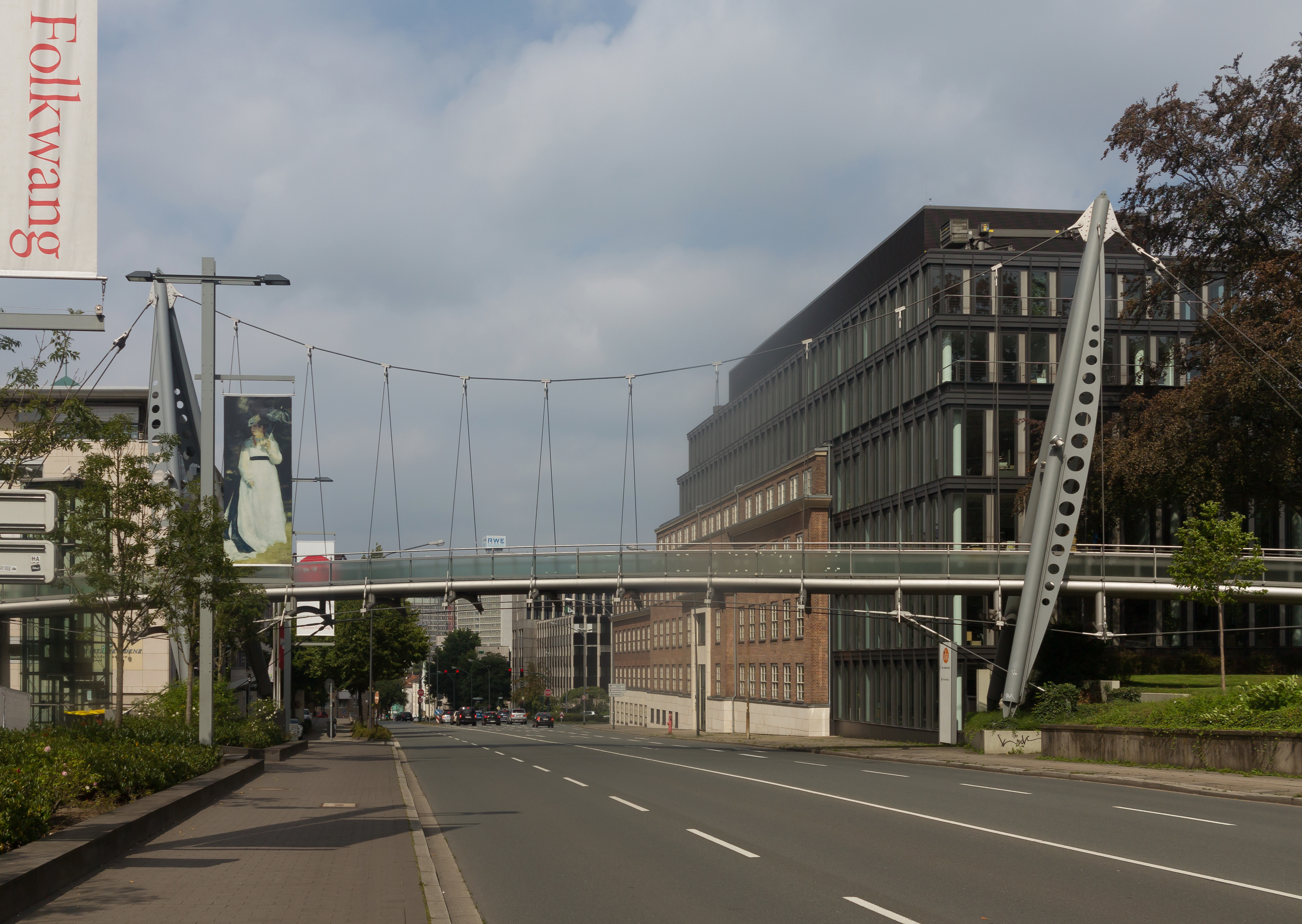
Bismarckstraße
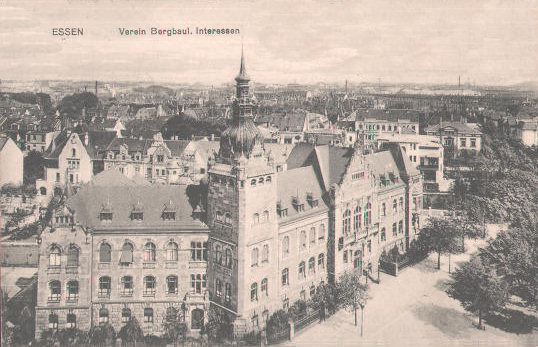
Ehemaliges Gebäudes des Vereins für bergbauliche Interessen an der Friedrichstraße

## Wappen

Wappen der Essener Stadtmitte

Blasonierung: „In Blau ein schräglinkes goldenens (gelbes) Schwert, begleitet oben und unten von je drei goldenen (gelben) Kugeln.“
Das Wappen wurde von Kurt Schweder entworfen und hatte nie offiziellen Charakter. Ende der 1980er Jahre schuf der Heraldiker für alle Essener Stadtteile Wappen. Sie sind inzwischen von der Essener Bevölkerung gut angenommen worden.
Das Schwert als Attribut der Stadtpatrone Cosmas und Damian stellt den Bezug zum Essener Stadtwappen her. Die goldenen Kugeln symbolisieren die sechs Stadtteile Stadtkern, Nordviertel, Ostviertel, Südostviertel, Südviertel und Westviertel.